# Tadeusz Słobodzianek
Tadeusz Słobodzianek (ur. 26 kwietnia 1955 w Jenisejsku) – polski dramatopisarz, dramaturg, krytyk teatralny, reżyser, producent, w latach 2012–2022 dyrektor naczelny i artystyczny Teatru Dramatycznego m.st. Warszawy, dyrektor Teatru Na Woli im. Tadeusza Łomnickiego w latach 2010–2012, twórca i dyrektor artystyczny projektu edukacyjnego Laboratorium Dramatu oraz Szkoły Dramatu.

## Życiorys

### Wczesne lata i początki kariery
Urodził się na Syberii, gdzie jego rodzice zostali zesłani w 1944. W grudniu 1955 jego rodzina wróciła do Polski i osiedliła się w Białymstoku. Dorastał na pograniczu różnych kultur i religii – jego matka pochodziła z rodziny prawosławnej, ojciec był katolikiem o pochodzeniu polsko-ukraińskim.
W 1974 ukończył III Liceum Ogólnokształcące im. Krzysztofa Kamila Baczyńskiego w Białymstoku. Studiował teatrologię na Uniwersytecie Jagiellońskim w Krakowie w ramach programu indywidualnego najpierw pod kierunkiem Jerzego Gota, a następnie Jana Błońskiego.
W latach 1978–1981 pisał recenzje teatralne pod pseudonimem Jan Koniecpolski, najpierw w „Studencie”, następnie dla tygodnika „Polityka”.

### Lata 80. i 90.
W 1981 debiutował jako dramaturg sztuką dla dzieci Baśń jesienna w reż. Rudolfa Zioły w Teatrze im. Wojciecha Bogusławskiego w Kaliszu, jako reżyser zaś w 1982 przedstawieniem Osmędeusze Mirona Białoszewskiego, w tym samym teatrze w Kaliszu. W latach 1981–1982 pełnił funkcję kierownika literackiego w Teatrze im. Wojciecha Bogusławskiego w Kaliszu, w 1982 był także kierownikiem literackim w Teatrze Polskim w Poznaniu, a w latach 1982–1983 był konsultantem programowym w Teatrze im. Stefana Jaracza w Łodzi. Funkcję konsultanta programowego pełnił też w Białostockim Teatrze Lalek (w latach 1984–1989). W latach 1989–1991 pracował jako kierownik literacki w Teatrze Wybrzeże w Gdańsku. W 1991 był współzałożycielem Teatru Wierszalin, z którym związany był do 1993. W latach 1994–1995 był zatrudniony w Teatrze Dramatycznym w Warszawie jako kierownik literacki i dramaturg.

### Lata 2000
W latach 2001–2005 wykładał „Sztukę Dialogu” w Laboratorium Reportażu na Wydziale Dziennikarstwa UW. W latach 2003–2004 pełnił funkcję kierownika literackiego w Teatrze Narodowym w Warszawie. Od 2003 kieruje stworzonym przez siebie Laboratorium Dramatu (2005–2010 projekt był realizowany przy Towarzystwie Autorów Teatralnych, później przez Fundację Sztuka Dialogu). Laboratorium Dramatu prowadzi teatr oraz pierwszą w Polsce Szkołę Dramatu (z siedzibą na ul. Olesińskiej 21 w Warszawie).
W 2009 napisał dramat Nasza klasa, którego prapremiera odbyła się w tym samym roku w Royal National Theater w Londynie. Tekst został nagrodzony Nagrodą Literacką Nike 2010. Dramat był wielokrotnie wystawiany w Stanach Zjednoczonych, gościł też w teatrach Kanady, Anglii, Brazylii, Japonii, Hiszpanii, Włoch, Węgier, Szwecji, Czech, Litwy i Izraela. Jej polska prapremiera odbyła się w 2010 w Teatrze na Woli w reżyserii Ondreja Spišáka.
W latach 2010–2012 był dyrektorem Teatru na Woli im. Tadeusza Łomnickiego. W 2012 objął stanowisko dyrektora naczelnego i artystycznego Teatru Dramatycznego m.st. Warszawy, co doprowadziło do połączenia Teatru na Woli i Teatru Dramatycznego w jedną instytucję.
Za dyrekcji Tadeusza Słobodzianka repertuar Teatru Dramatycznego układa się w kilka nurtów. Konsekwentnie realizowane są prapremiery i premiery współczesnej dramaturgii polskiej i zagranicznej, m.in.: Exterminator Przemka Jurka (reż. A. Figura), Cudotwórca Briana Friela (reż. W. Kostrzewski), Romantycy Hanocha Levina (reż. G. Chrapkiewicz), Kobiety bez znaczenia Bennetta (reż. G. Chrapkiewicz), Kruk z Tower Andrieja Iwanowa (reż. A. Figura). Prapremiery miały również dramaty Tadeusza Słobodzianka: Młody Stalin, Historia Jakuba, Niedźwiedź Wojtek, Fatalista. W repertuarze wciąż utrzymuje się Nasza klasa, która od 2010 prezentowana była w Teatrze na Woli, a obecnie grana jest na Scenie im. G. Holoubka. W 2014 pokaz Naszej klasy był transmitowany na żywo na antenie TVP Kultura i zgromadził przed telewizorami rekordową widownię ponad stu tysięcy oglądających.
W programie Teatru Dramatycznego znalazły się także adaptacje m.in.: Mistrza i Małgorzaty wg Bułhakowa (reż. M. Miklasz), Rosyjskiego kontraktu wg Płatonowa (reż. K. Rekowski), Biesów wg Dostojewskiego (reż. J. Opryński), Pociągów pod specjalnym nadzorem wg Hrabala (reż. J. Krofta), Tajnego dziennika wg Białoszewskiego (reż. W. Urbański), Ferdydurke wg Gombrowicza (reż. M. Miklasz), Miłość od ostatniego wejrzenia wg Rudan (reż. I. Kempa), Pani Dalloway wg Woolf (reż. M. Miklasz). Pojawiają się też inscenizacje dzieł klasycznych w nowych przekładach. Regularnie wystawiane są sztuki Szekspira: Hamlet (reż. T. Bradecki), Król Lear (reż. W. Kostrzewski), Kupiec wenecki (reż. A. Figura), Miarka za miarkę (reż. O. Koršunovas), Sen nocy letniej (reż. G. Máté). Ponadto: Król Edyp Sofoklesa (reż. J. Krofta), Sługa dwóch panów Goldoniego (reż. T. Bradecki), Księżniczka Turandot Gozziego (reż. O. Spišák). Z klasyki dramaturgii XX-wiecznej wystawiono m.in. Wizytę starszej pani Dürrenmatta (reż. W. Kostrzewski), Nosorożca Ionesco (reż. A. Tyszkiewicz), Widok z mostu Millera (reż. A. Glińska).
W repertuarze stale utrzymują się Szczęśliwe dni Becketta z udziałem Mai Komorowskiej (reż. A. Libera, prem. 1995). Rozwijany jest także nurt spektakli muzycznych, w ramach którego zrealizowano m.in.: Cabaret Kandera (reż. E. Pietrowiak), Kinky Boots Lauper (reż. E. Pietrowiak), Człowiek z La Manchy Leigha (reż. A. Wieczur-Bluszcz).
Za dyrekcji Tadeusza Słobodzianka Teatr Dramatyczny wrócił do roli organizatora festiwalu Warszawskie Spotkania Teatralne.
W 2021 Słobodzianek pełnił rolę jurora na 51. Krakowskim Festiwalu Filmowym.

## Twórczość

### Dramaty
| Rok  | Tytuł                                                                                                | Druk                                                         | Prapremiera                                                                                        |
| ---- | --- | ------------------------------------------------------------ | -------------------------------------------------------------------------------------------------- |
| 1980 | Historia o żebraku i osiołku                                                                         | „Scena” 1980, nr 6                                           | Teatr Pinokio w Łodzi, reż. Bogumiła Rzymska, 10.05.1983                                           |
| 1981 | Baśń jesienna                                                                                        | –                                                            | Teatr im. Wojciecha Bogusławskiego w Kaliszu, reż. Rudolf Zioło, 7.11.1981                         |
| 1983 | Pułapka                                                                                              | –                                                            | Teatr Groteska w Krakowie, reż. Wojciech Ziętarski, 11.09.1983                                     |
| 1987 | Car Mikołaj                                                                                          | „Dialog” 1987, nr 5                                          | Teatr Dramatyczny w Warszawie, reż. Maciej Prus, 17.12.1988                                        |
| 1989 | Obywatel Pekosiewicz                                                                                 | „Dialog” 1989, nr 5                                          | Teatr im. Stefana Jaracza w Łodzi, reż. Mikołaj Grabowski, 28.05.1989                              |
| 1990 | Turlajgroszek (wspólnie z Piotrem Tomaszukiem)                                                       | „Dialog” 1990, nr 11                                         | Teatr „Miniatura” w Gdańsku, reż. on sam, 14.11.1990                                               |
| 1991 | Prorok Ija                                                                                           | „Dialog” 1991, nr 11                                         | Teatr Telewizji, reż. on sam, 6.06.1994                                                            |
| 1992 | Jaskółeczka                                                                                          | –                                                            | Teatr Guliwer w Warszawie, reż. Adriana Nora Pizzino, 16.05.1992                                   |
| 1993 | Merlin – inna historia                                                                               | „Dialog” 1993, nr 3                                          | Teatr Wierszalin, reż. Piotr Tomaszuk, 15.07.1993                                                  |
| 1993 | Kowal Malambo                                                                                        | „Dialog” 1993, nr 7                                          | Bałtycki Teatr Dramatyczny im. Juliusza Słowackiego w Koszalinie, reż. Marek Pasieczny, 26.01.1995 |
| 2000 | Sen pluskwy, czyli towarzysz Chrystus                                                                | „Krasnogruda” 2000, nr 12                                    | Teatr Nowy w Łodzi, reż. Kazimierz Dejmek, 15.09.2001                                              |
| 2009 | Nasza klasa                                                                                          | Wydawnictwo Słowo/obraz terytoria Seria: Dramaty do czytania | Royal National Theatre w Londynie, reż. Bijan Sheibani, 23.09.2009                                 |
| 2012 | Śmierć proroka i inne historie o końcu świata                                                        | Wydawnictwo Czarne                                           | –                                                                                                  |
| 2013 | Młody Stalin. Prawdopodobna historia                                                                 | –                                                            | Teatr Dramatyczny m.st. Warszawy, reż. Ondrej Spišák, 6.04.2013                                    |
| 2016 | Niedźwiedź Wojtek                                                                                    | –                                                            | Teatr Dramatyczny m.st. Warszawy, reż. Ondrej Spišák, 6.05.2016                                    |
| 2017 | Historia Jakuba                                                                                      | Wydawnictwo Słowo/obraz terytoria Seria: Dramaty do czytania | Teatr Dramatyczny m.st. Warszawy, reż. Ondrej Spišák, 17.03.2017                                   |
| 2019 | Fatalista                                                                                            | –                                                            | Teatr Dramatyczny m.st. Warszawy, reż. Wojciech Urbański, 15.02.2019                               |
| 2020 | Kwartety otwockie – cykl sztuk: Geniusz, Sztuka intonacji, Powrót Orfeusza, Krzew gorejący, Helsinki | Wydawnictwo Żywosłowie                                       | –                                                                                                  |

Jego dramaty realizowali: Kazimierz Dejmek, Maciej Prus, Mikołaj Grabowski, Ondrej Spišák, Piotr Tomaszuk, Andrej Woron, Bijan Sheibani, Joel Greenberg, Carme Portaceli, Gabor Mate, Blanka Zizka, Hisao Takase, Derek Goldman, Natalie Ringler, Yana Ross, Hanan Snir, Oskaras Koršunovas, Anja Susa, László Bocsárdi i inni.

### Teatr i Teatr Telewizji[4]
| Rok  | Tytuł                          | Autor tekstu                      | Forma twórczości                         | Teatr                                        |
| ---- | ------------------------------ | --------------------------------- | ---------------------------------------- | -------------------------------------------- |
| 1980 | Osmędeusze                     | Miron Białoszewski, Ludwik Hernig | reżyseria                                | Białostocki Teatr Lalek                      |
| 1982 | Osmędeusze. Kabaret Kici Koci  | Miron Białoszewski                | reżyseria                                | Teatr im. Wojciecha Bogusławskiego w Kaliszu |
| 1982 | Osmędeusze i Kabaret Kici Koci | Miron Białoszewski                | reżyseria i układ tekstu (z Olgą Titkow) | Teatr im. Stefana Jaracza w Łodzi            |
| 1983 | Ozimina                        | Wacław Berent                     | adaptacja                                | Teatr im. Stefana Jaracza w Łodzi            |
| 1986 | Scenariusz dla trzech aktorów  | Bogusław Schaeffer                | reżyseria                                | Białostocki Teatr Lalek                      |
| 1987 | Historia o biedaku i osiołku   | on sama                           | reżyseria                                | Białostocki Teatr Lalek                      |
| 1988 | Kabaret Kici Koci              | Miron Białoszewski                | adaptacja, reżyseria                     | Teatr Ateneum w Warszawie                    |
| 1989 | Wielki teatr świata            | Pedro Calderón de la Barca        | reżyseria                                | Białostocki Teatr Lalek                      |
| 1991 | Czerwony Kaputrek              | Jan Brzechwa                      | reżyseria                                | Teatr Miniatura w Gdańsku                    |
| 1992 | Czerwony Kaputrek              | Jan Brzechwa                      | reżyseria                                | Teatr Telewizji                              |
| 1992 | Historia o żebraku i osiołku   | on sam                            | reżyseria                                | Teatr Wierszalin                             |
| 1994 | Prorok Ilja                    | on sam                            | reżyseria                                | Teatr Telewizji                              |
| 1995 | Magia grzechu                  | –                                 | tekst                                    | Laboratorium Dramatu                         |
| 1995 | Car Mikołaj                    | on sam                            | reżyseria                                | Teatr Telewizji                              |
| 2019 | Księżniczka Turandot           | Carlo Gozzi                       | intermedia                               | Teatr Dramatyczny m.st. Warszawy             |

### Role filmowe
| Rok  | Tytuł                               | Typ produkcji                | Rola                                |
| ---- | ----------------------------------- | ---------------------------- | ----------------------------------- |
| 1989 | Ostatnie lato albo pierwsza pieczęć | Spektakl telewizyjny         | Apoloniusz                          |
| 1990 | Hochzeitsgaste                      | Etiuda szkolna               | –                                   |
| 1993 | Kraj świata                         | Film fabularny – telewizyjny | Ekspert od cudów w montowni komendy |
| 2007 | Ekipa                               | Serial fabularny             | Franciszek Doniecki                 |

## Nagrody i wyróżnienia
Tadeusz Słobodzianek jest laureatem następujących nagród:
- 1983 – XVIII OPTM w Szczecinie – Nagroda Ministra Kultury i Sztuki za realizację współczesnego utworu polskiego – za reżyserię przedstawienia Osmędeusze, Kabaret Kici Koci
- 1986 – II nagroda za dramat Obywatel Pekosiewicz w Konkursie Sztuk Współczesnych w Warszawie
- 1988 – nagroda wojewody białostockiego za rok 1987 za twórczość dramaturgiczną ze szczególnym uwzględnieniem sztuk Car Mikołaj i Obywatel Pekosiewicz
- 1988 – Nagroda Funduszu Literatury w dziedzinie dramatu – za tekst sztuki Car Mikołaj
- 1991 – nagroda za sztukę napisaną dla teatru lalek za tekst dramatu Turlajgroszek (wspólnie z Piotrem Tomaszukiem) na XV Ogólnopolskim Festiwalu Teatrów Lalek
- 1991 – nagroda wojewody gdańskiego za przedstawienie Turlajgroszek w Teatrze Miniatura w Gdańsku
- 1991 – I nagroda za najlepszy dramat – za tekst Turlajgroszek (wspólnie z Piotrem Tomaszukiem) na XXIX FPSW we Wrocławiu
- 1992 – Nagroda Stowarzyszenia ASITEJ im. Jana Dormana za Turlajgroszka w Towarzystwie Wierszalin
- 1992 – Grand Prix za dramat Prorok Ilja na Konkursie Sztuk Współczesnych we Wrocławiu
- 1993 – Fringe Firste za przedstawienie Turlajgroszek w Towarzystwie Wierszalin (wspólnie z Piotrem Tomaszukiem) na Międzynarodowym Festiwalu w Edynburgu
- 1993 – Nagroda Fundacji Kultury Wiejskiej im. Stanisława Piętaka za dramat Prorok Ilja
- 1994 – nagroda specjalna dyrektora Teatru TV za reżyserię przedstawienia TV Prorok Ilja
- 1994 – Nagroda Fundacji im. Kościelskich za całokształt twórczości dramaturgicznej i teatralnej
- 1994 – Paszport „Polityki” w dziedzinie teatru za rok 1993 – za całokształt twórczości dramaturgicznej i działalność Towarzystwa Wierszalin
- 1997 – wyróżnienie za sztukę Sen pluskwy w konkursie Ministerstwa Kultury i Sztuki na utwór sceniczny dla dorosłych
- 1998 – nagroda dramaturgiczna za tekst dramatu Obywatel Perkoś w ramach Ogólnopolskiego Konkursu na Wystawienie Polskiej Sztuki Współczesnej
- 2000 – nagroda publiczności i dziennikarzy na XVIII Gorzowskich Spotkaniach Teatralnych
- 2002 – Srebrna Łódka za Sen pluskwy w Teatrze Nowym w Łodzi jako najlepszy spektakl w Łodzi w sezonie 2001/2002
- 2002 – Złota Maska za Sen pluskwy w Teatrze Nowym w Łodzi jako najlepsze przestawienie w Łodzi w sezonie 2001/2002
- 2002 – Medal im. Stanisława Bieniasza dla spektaklu Sen pluskwy w Teatrze Nowym w Łodzi na II Festiwalu Dramaturgii Współczesnej „Rzeczywistość przedstawiona” w Zabrzu
- 2007 – wyróżnienie w 9. Edycji Konkursu Pro publico bono 2007 przyznawanej za najlepsze dzieło obywatelskie, nagroda w kategorii edukacja za stworzenie i działalność Laboratorium Dramatu;
- 2010 – Nagroda Literacka Nike za dramat Nasza klasa
- 2011 – Medal „Powstanie w Getcie Warszawskim” przyznany przez Stowarzyszenie Żydów Kombatantów i Poszkodowanych w II Wojnie Światowej